# Spyder Sympson
Spyder Sympson, właśc. Dermot Simpson (ur. 2 lipca 1964 w Athlone, w Irlandii, zm. 29 maja 1992 w Droghedzie) – irlandzki piosenkarz, kompozytor i muzyk, pochodzący z Droghedy. Uczestnik XXIV Festiwalu Piosenki w Sopocie w 1987 r.
Gry na instrumentach – perkusji, fortepianie i gitarze uczył się w domu, pod kierunkiem starszego rodzeństwa. Początkowo występował w zespole The Twillights wraz z bratem Gerrym i siostrą Mary. Po rozpadzie The Twillights współpracował jako perkusista z kilkoma zespołami, w jednym z nich (The Apaches) stając się solistą.
Karierę solową z własnym zespołem rozpoczął około roku 1985. Dublińska wytwórnia Crashed Records wysłała go na festiwal piosenki „Bratislavska lyra” w Czechosłowacji, gdzie w maju 1986 zwyciężył w konkursie międzynarodowym, otrzymując „Złotą lirę” za własną kompozycję Bye bye oraz nagrodę dla najlepszego wykonawcy. W lipcu 1986 wystąpił na Festiwalu Piosenki w Seulu śpiewając piosenki Still in love with you oraz Bye bye. We wrześniu 1986 wziął udział w festiwalu piosenki w Los Angeles („Los Angeles Street Scene Festival”), gdzie otrzymał nagrodę organizacji F.I.D.O.F. za wykonanie piosenki Another broken heart. W październiku 1986 – uczestniczył w festiwalu piosenki w Castlebar, z piosenką Inside of you, inside of me. W grudniu 1986 wystąpił w ogólnoirlandzkiej telewizji RTE, a w styczniu 1987 wziął udział w Narodowym Konkursie Piosenki – eliminacjach krajowych do konkursu Eurowizji, zajmując z piosenką All my life 5. miejsce. W styczniu 1987 roku otrzymał również propozycję od norweskiej grupy A-ha, aby wystąpił jako support przed ich koncertem w Dublinie.
W maju 1987 wystąpił na solowych koncertach przedfestiwalowych w ramach „Bratislavskiej lyry”. Wraz ze słowackim piosenkarzem Robo Grigorovem wyruszył na krótkie wspólne tournée po Słowacji. Obaj muzycy nagrali razem piosenkę Chodci sveta (Walkers of the world), która znalazła się na LP Grigorova Nohy. Wtedy też został wydany przez czechosłowacką wytwórnię płytową OPUS jedyny LP Spydera Sympsona zatytułowany Hello, Bye bye. Po powrocie do kraju Spyder Sympson nakręcił teledysk do piosenki Still in love with you, w którym wystąpiła Miss Irlandii Anne Marie Gannon. W czerwcu 1987 wziął udział w festiwalu w Lahti (Midnight Sun Song Festival), na którym zaśpiewał własną kompozycję Foolish Paradise oraz piosenkę fińską You break my heart. Tu również otrzymał 1. nagrodę.
W sierpniu 1987 Spyder Sympson wziął udział w Międzynarodowym Festiwalu Piosenki w Sopocie. W konkursie o Grand Prix – wykonał 2 piosenki – Bye bye i Another broken heart, a w dniu polskim – we własnej aranżacji i z własnym tekstem – piosenkę Seweryna Krajewskiego i Jacka Cygana Przemija uroda w nas. Na sopockim festiwalu Spyder Sympson otrzymał 1. wyróżnienie oraz nagrodę – Kryształowy Kamerton za najlepszą aranżację polskiej piosenki. Wystąpił w koncercie finałowym, śpiewając Bye bye oraz Przemija uroda w nas, a także dołączył wraz z innymi wykonawcami do radzieckiej grupy Awtograf w piosence We are the world(inny tytuł World inside). We wrześniu 1987 program I Telewizji Polskiej zaprezentował recital Spydera Sympsona, w którym artysta zaśpiewał 8 piosenek.
Po Sopocie – piosenkarz wziął udział w Los Angeles w koncercie zorganizowanym przez F.I.D.O.F., a następnie w Holandii w Benelux International Song Festival, gdzie otrzymał nagrodę dla najlepszego wykonawcy. Ponownie wystąpił w irlandzkiej telewizji RTE, wykonując w wersji akustycznej Are you in love.
Dobrze zapowiadająca się kariera młodego artysty została tragicznie przerwana. 20 listopada 1987 samochód, którym Spyder Sympson jechał na koncert, uległ wypadkowi na trasie wylotowej z Dublina. Zginęło 2 muzyków z jego zespołu, zaś sam wokalista odniósł ciężkie obrażenia głowy. Zmarł 5 lat później.
Aby upamiętnić 10 rocznicę śmierci piosenkarza w 2002 r. ukazał się podwójny album na CD i DVD. Na CD poza 10 piosenkami z LP – znalazło się 7 niewydanych dotąd utworów. Na DVD – fragmenty występów festiwalowych (poza Sopotem), materiały z recitalu nagranego przez TVP, występy w telewizji irlandzkiej oraz teledysk do piosenki Still in love with you.
Z okazji 20 rocznicy śmierci Spydera Sympsona w maju 2012 ukazał się singiel „Foolish Paradise” oraz został utworzony jego oficjalny profil na Facebooku.

## Dyskografia
Single (1986-87) wytwórnia Crashed Records:
- Bye bye
- Still in love with you
- Another broken heart/He’s businessman
- Bye-bye/He’s businessman
- Halfway Lover/Magic In Your Eyes
- Are You In Love?/Foolish Paradise

Long play (1987) wytwórnie Opus/Crashed records:
- Hello, Bye bye

CD/DVD (2002) Crashed Records:
- Spyder Sympson 1964 – 1992

CD (2012) Crashed Records:
- Foolish Paradise